# Claudon
 Claudon  es una población y comuna francesa, en la región de Lorena, departamento de Vosgos, en el distrito de Épinal y cantón de Monthureux-sur-Saône.

## Demografía
| 390 | 376 | 308 | 285 | 238 | 262 |
| Para los censos de 1962 a 1999 la población legal corresponde a la población sin duplicidades (Fuente: INSEE [Consultar]) |     |     |     |     |     |

## Lugares
- Arboretum de la Hutte